# Roni Ben-Hur
Roni Ben-Hur, geboren als Roni Bohobza (Dimona, 9 juli 1962), is een Israëlisch jazzgitarist, die in 1985 emigreerde naar de Verenigde Staten. Zijn ouders waren afkomstig uit Tunesië.

## Biografie
Roni Bohobza was de jongste van zeven kinderen. In 1955 emigreerde de familie vanuit Tunesië naar Israël. Zijn achternaam werd wettig gewijzigd naar Ben-Hur op 10-jarige leeftijd. 
Op 11-jarige leeftijd begon hij gitaar te spelen. Hij leerde over de jazz dankzij een collectie platen van een schoolvriend. In Israël trad hij op in clubs, trouwpartijen en bar mitswa's, totdat hij genoeg geld had om te verhuizen naar de Verenigde Staten. Hij arriveerde in New York in 1985 en bracht veel tijd door in Barry Harris' Jazz Cultural Theater. Hij kreeg les van Harris en werd daarna lid van diens band.
Ben-Hurs ervaring als docent gaat terug tot 1981 in Israël. In de Verenigde Staten startte hij jazzmuziekprogramma's aan de Professional Performing Arts School, de Coalition School for Social Change en de Lucy Moses School. Op verzoek van Bette Midler startte hij een jazzprogramma voor de New Yorkse highschools. Ben-Hur begon een jazzkamp in het Franse Saint-Cézaire-sur-Siagne met Santi Debriano en een jazz- en Braziliaans muziekkamp in Bar Harbor, bedoeld voor jonge jazzamateurs. Hij is de oprichter van het jazzprogramma aan de Lucy Moses School in Kaufman Center in Manhattan, waar hij onderwijst.
Zijn boek Talk Jazz: Guitar (Mel Bay Records, 2004) bevat een cd met een verwijderbaar gitaarnummer van Ben-Hur met oefeningen in het boek met Tardo Hammer (piano), Earl May (bas) en Leroy Williams (drums). 
Zijn album Anna's Dance werd door The Village Voice vermeld als een van de beste jazzalbums van 2001. All About Jazz noemde hem een virtuoze gitarist met een volmaakte swing. In 2000 won hij de Jazziz lezerspoll van het beste nieuwe talent.

## Privéleven
Ben-Hur woont in Teaneck met zijn echtgenote, de zangeres Amy London en hun twee dochters.

## Discografie
- 1995: Backyard met Barry Harris (TCB)
- 2001: Anna's Dance (Reservoir Music)
- 2005: Signature (Reservoir Music)
- 2007: Keepin' It Open (Motéma Music)
- 2008: Smile met Gene Bertoncini (Motéma Music)
- 2009: Fortuna (Motéma Music)
- 2011: Jazz Therapy Vol. 3: Mojave met Nilson Matta (Motéma Music)
- 2014: Alegria de Viver met Leny Andrade (Motéma Music)
- 2018: Introspection met Harvie S. (Jazzheads)